# كويبشيف
كويبشيف (بالروسية: Куйбышев) هي إحدى مدن روسيا في الكيان الفدرالي الروسي نوفوسيبيرسك أوبلاست.